# Rio Grande (1867)

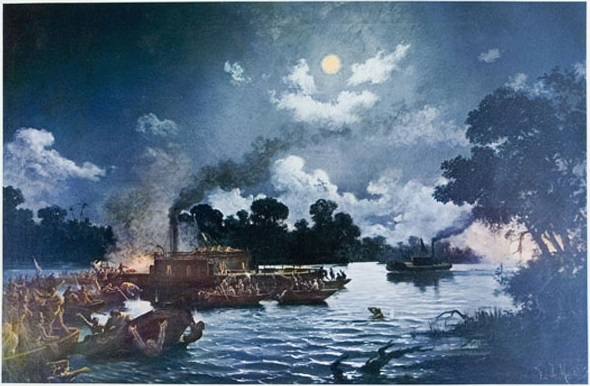
Спроба парагвайців захопити «Ріо Гранде» та броненосець «Баррозо». Картина Едуардо де Мартіно

Ріо-Гранде — другий річковий монітор типу «Пара», побудований для ВМС Бразилії під час Війни Потрійного альянсу.

## Служба
«Ріо-Гранде» був закладений в Арсеналі де Марінья да Корте в Ріо-де-Жанейро 8 грудня 1866 року під час Парагвайської війни, в якій Аргентина та Бразилія стали союзниками проти Парагваю. Він був спущений на воду 17 серпня 1867 року, а завершений у листопаді 1867 року. Він прибув на річку Парана в січні 1868 р. Монітор прибув до Монтевідео 6 січня 1868 р. і він власним ходом піднявся по Парані до місця, де наступ бразильської ескадри зупинили парагвайські укріплення в Умаїті. 19 лютого 1868 року шість бразильських броненосців, включаючи «Ріо-Гранде», прорвалися повз Умаїту вночі. "Ріо-Гранде'' і два однотипні кораблі Alagoas і Pará, були прив'язані до більших броненосців на випадок, якщо снаряди парагвайців пошкодять корабельні машини. «Баррозо» йшов у парі з «Ріо-Гранде», а потім «Байя» з «Алагоасом» і «Тамандарре» з «Пара». Однотипні монітори були пошкоджені, коли вони пропливали повз укріплення, і їм доводилося викинутися на берег, аби не затонути. «Ріо-Гранде» продовжив рух вгору за течією разом з іншими, критично не пошкодженими кораблями, і вони 24 лютого обстріляли Асунсьйон. 23 березня «Ріо-Гранде» та «Баррозу» потопили парагвайський пароплав «Ігурей» . Парагвайські солдати в каное намагалися взяти на абордаж обидва кораблі ввечері 9 липня, але здобули успіх лише на борту «Ріо-Гранде», де їм вдалося вбити капітана монітора та частину екіпажу. Решта членів екіпажу заблокували люки монітора, не допустивши проникнення нападників і «Баррозу» вогнем вдалося вбити або примусити здатися всіх парагвайців на палубі. 15 жовтня монітор брав участь в обстрілі форту Ангостура, на південь від Асунсіону, разом з броненосним корветом «Бразіл», броненосцем «Сільвадо», та однотипними «Пара» і «Сеара».
Після війни «Ріо-Гранде» був включений до новоствореної флотилії Верхнього Уругваю (порт. Alto Uruguai), що базувалася в Ітакі. Корабель розмістили у доці у Ладаріо для модернізації в 1899 році, але відповідне рішення переглянули, і монітор утилізували в лютому 1907 року.